# Bad Homburg Open 2022
Bad Homburg Open 2022 byl tenisový turnaj hraný jako součást ženského okruhu WTA Tour na otevřených travnatých dvorcích městského tenisového klubu. Probíhal mezi 19. až 25. červnem 2022 v německém lázeňském městě Bad Homburg jako druhý ročník turnaje. 
Turnaj s rozpočtem 203 024 eur patřil do kategorie WTA 250. Představoval závěrečnou přípravu na londýnský grandslam ve Wimbledonu. Nejvýše nasazenou hráčkou v singlu se stala světová třináctka Darja Kasatkinová, která ve čtvrtfinále prohrála s Biancou Andreescuovou. Jako poslední přímá účastnice do dvouhty nastoupila 71. hráčka žebříčku, Italka Lucia Bronzettiová. V důsledku invaze Ruska na Ukrajinu na konci února 2022 řídící organizace tenisu ATP, WTA a ITF s grandslamy rozhodly, že ruští a běloruští tenisté mohli dále na okruzích startovat, ale do odvolání nikoli pod vlajkami Ruska a Běloruska.
Osmý singlový titul na okruhu WTA Tour a třetí z trávy vybojovala Francouzka Caroline Garciaová. Čtyřhru ovládly Japonky Eri Hozumiová a Makoto Ninomijová, které získaly třetí společnou trofej.

## Rozdělení bodů a finančních odměn

### Rozdělení bodů
| Soutěž      | Soutěž      | vítězové | finalisté | semifinalisté | čtvrtfinalisté | 16 v kole | 32 v kole | Q  | Q1 |
| ----------- | ----------- | -------- | --------- | ------------- | -------------- | --------- | --------- | -- | -- |
| dvouhra žen | [ 2 ] [ 5 ] | 280      | 180       | 110           | 60             | 30        | 1         | 18 | 1  |
| čtyřhra žen | [ 6 ]       | 280      | 180       | 110           | 60             | 1         | —         | —  | —  |

### Finanční odměny
| Soutěž                                | Soutěž      | vítězové | finalisté | semifinalisté | čtvrtfinalisté | 16 v kole | 32 v kole | Q1      |
| ------------------------------------- | ----------- | -------- | --------- | ------------- | -------------- | --------- | --------- | ------- |
| dvouhra žen                           | [ 2 ] [ 5 ] | 26 770 € | 15 922 €  | 8 871 €       | 5 000 €        | 3 737 €   | 2 750 €   | 2 016 € |
| čtyřhra žen                           | [ 6 ]       | 9 680 €  | 5 400 €   | 3 185 €       | 1 895 €        | 1 450 €   | —         | —       |
| částka ve čtyřhrách je uvedena na pár |             |          |           |               |                |           |           |         |

## Ženská dvouhra

### Nasazení
| Stát                            | Hráčka                 | WTA | Nasazení |
| ------------------------------- | ---------------------- | --- | -------- |
|                                 | Darja Kasatkinová      | 12. | 1.       |
| Švýcarsko                       | Belinda Bencicová      | 17. | 2.       |
| Německo                         | Angelique Kerberová    | 18. | 3.       |
| Rumunsko                        | Simona Halepová        | 20. | 4.       |
|                                 | Veronika Kuděrmetovová | 24. | 5.       |
| USA                             | Amanda Anisimovová     | 25. | 6.       |
| Itálie                          | Martina Trevisanová    | 28. | 7.       |
|                                 | Ljudmila Samsonovová   | 29. | 8.       |
| Francie                         | Alizé Cornetová        | 34. | 9.       |
| Žebříček WTA ke 13. červnu 2022 |                        |     |          |

### Jiné formy účasti
Následující hráčky obdržely divokou kartu do hlavní soutěže:
- Sabine Lisická
- Tatjana Mariová
- Jule Niemeierová

Následující hráčky postoupily z kvalifikace:
- Anastasija Gasanovová
- Julija Hatouková
- Kamilla Rachimovová
- Katie Swanová

Následující hráčky postoupily z kvalifikace jako šťastné poražené:
- Misaki Doiová
- Tamara Korpatschová

### Odhlášení
před zahájením turnaje
- Jekatěrina Alexandrovová → nahradila ji  Caroline Garciaová
- Viktoria Azarenková → nahradila ji  Claire Liuová
- Belinda Bencicová → nahradila ji  Tamara Korpatschová
- Veronika Kuděrmetovová → nahradila ji  Misaki Doiová
- Aryna Sabalenková → nahradila ji  Greet Minnenová

## Ženská čtyřhra

### Nasazení
| Stát                                                                        | Hráčka               | Stát        | Hráčka                | WTA  | Nasazení |
| --------------------------------------------------------------------------- | -------------------- | ----------- | --------------------- | ---- | -------- |
| Japonsko                                                                    | Eri Hozumiová        | Japonsko    | Makoto Ninomijová     | 79.  | 1.       |
| Polsko                                                                      | Alicja Rosolská      | Nový Zéland | Erin Routliffeová     | 80.  | 2.       |
| Ukrajina                                                                    | Nadija Kičenoková    | Rumunsko    | Ioana Raluca Olaruová | 102. | 3.       |
| USA                                                                         | Kaitlyn Christianová |             | Lidzija Marozavová    | 116. | 4.       |
| Žebříček WTA ke 13. červnu 2022; číslo je součtem umístění obou členek páru |                      |             |                       |      |          |

### Jiné formy účasti
Následující pár obdržel divokou kartu do čtyřhry:
- Sloane Stephensová /  Katie Swanová

Následující pár nastoupil z pozice náhradníka:
- Alena Fominová-Klotzová /   Anastasija Gasanovová

### Odhlášení
před zahájením turnaje
- Natela Dzalamidzeová /   Kamilla Rachimovová → nahradily je  Julia Lohoffová /   Rachimova Rachimovová
- Chan Sin-jün /   Alexandra Panovová → nahradily je  Chan Sin-jün /  Renata Voráčová
- Rosalie van der Hoeková /  Alison Van Uytvancková → nahradily je   Alena Fominová-Klotzová /   Anastasija Gasanovová

## Přehled finále

### Ženská dvouhra
- Caroline Garciaová vs.  Bianca Andreescuová, 6–7(5–7), 6–4, 6–4

### Ženská čtyřhra
- Eri Hozumiová /  Makoto Ninomijová vs.  Alicja Rosolská /  Erin Routliffeová, 6–4, 6–7(5–7), [10–5]

## Galerie

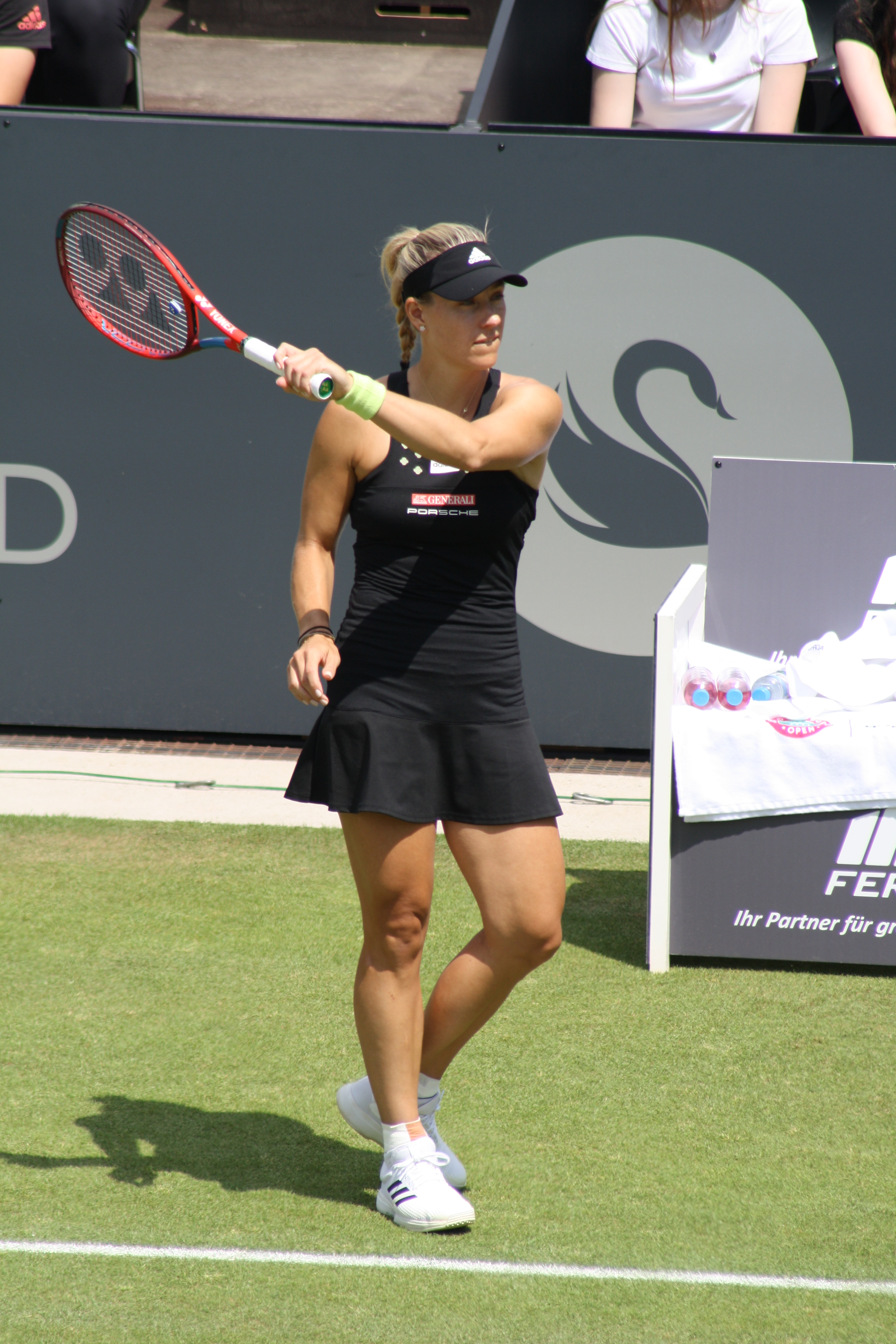
Angelique Kerberová
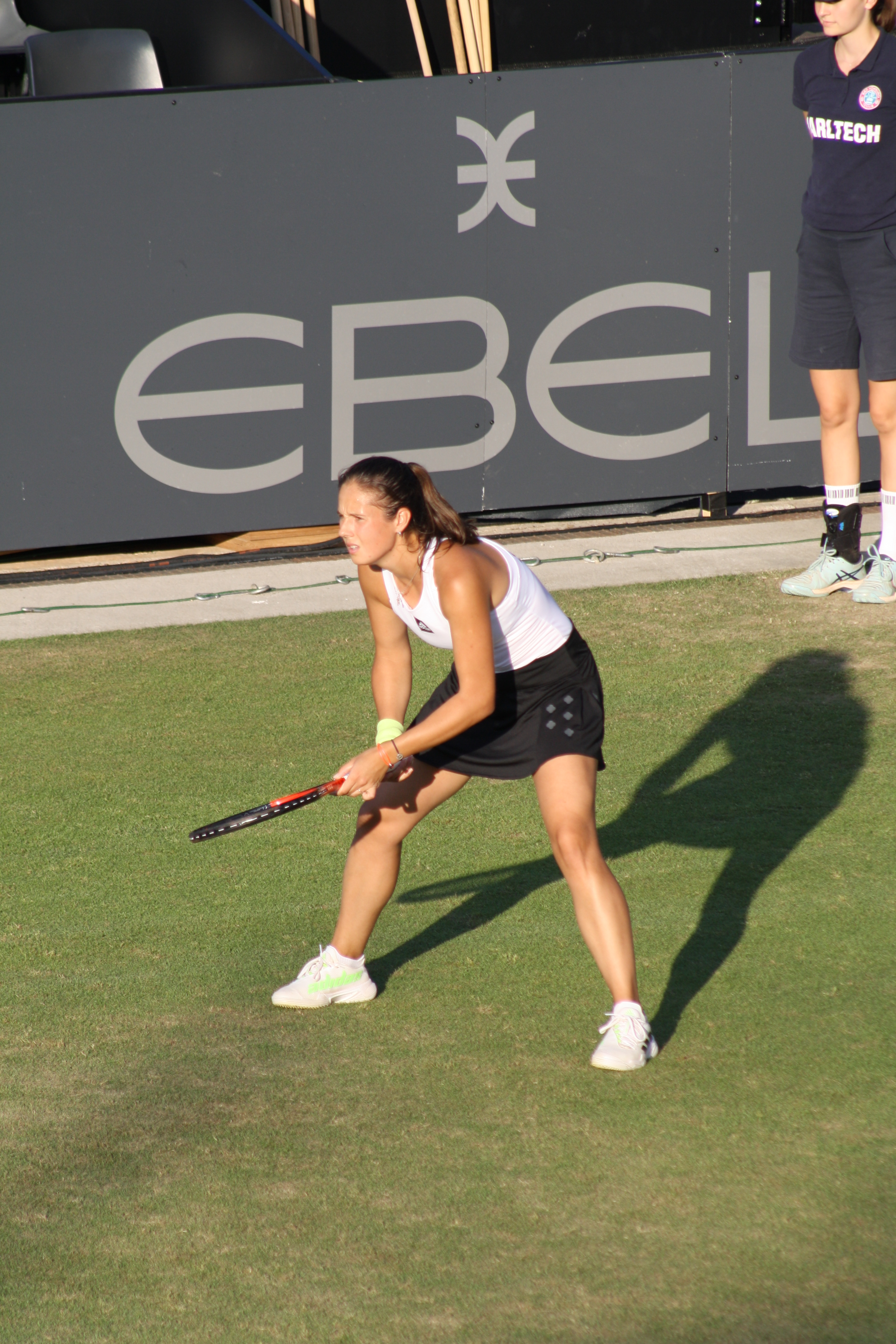
Darja Kasatkinová
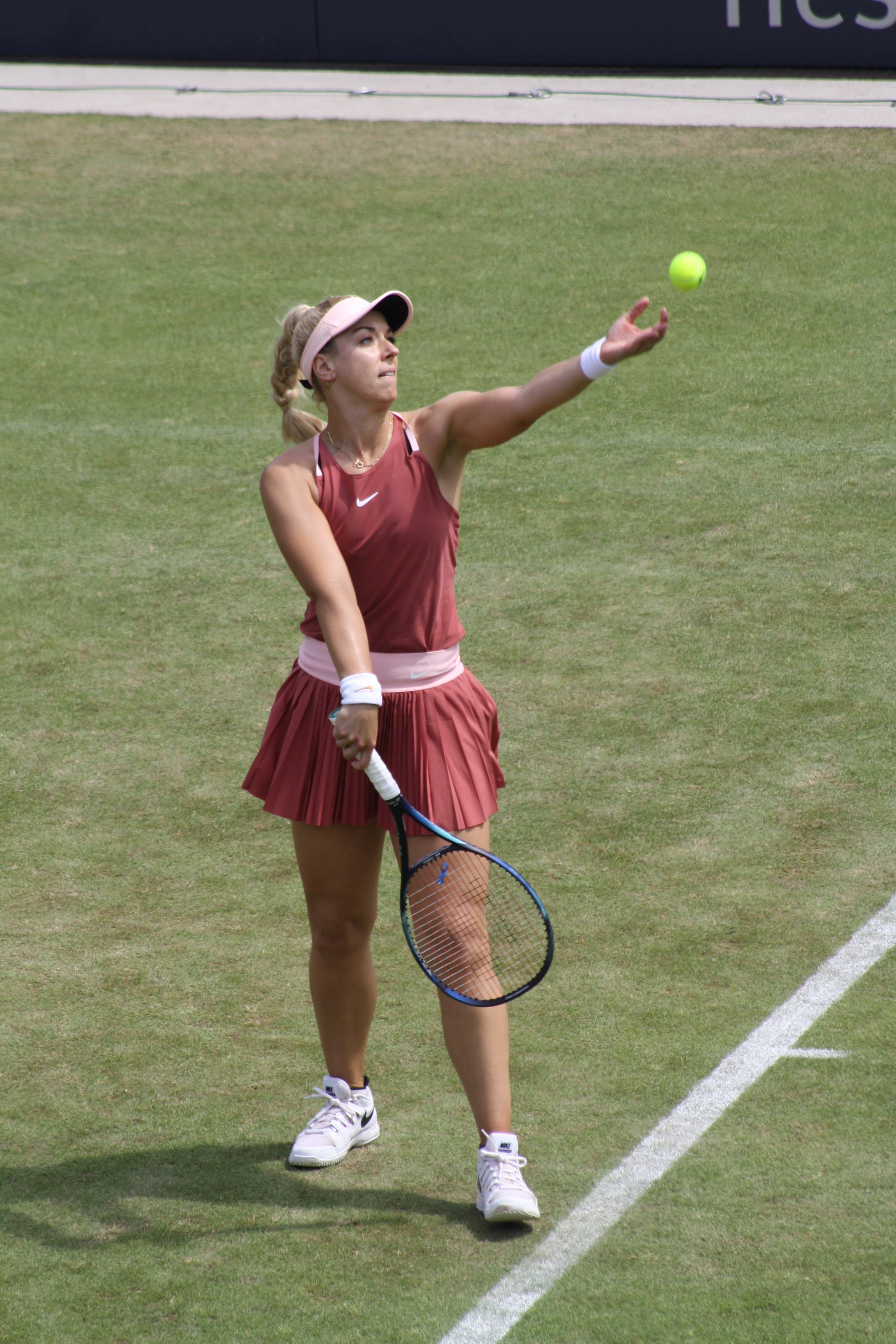
Sabine Lisická
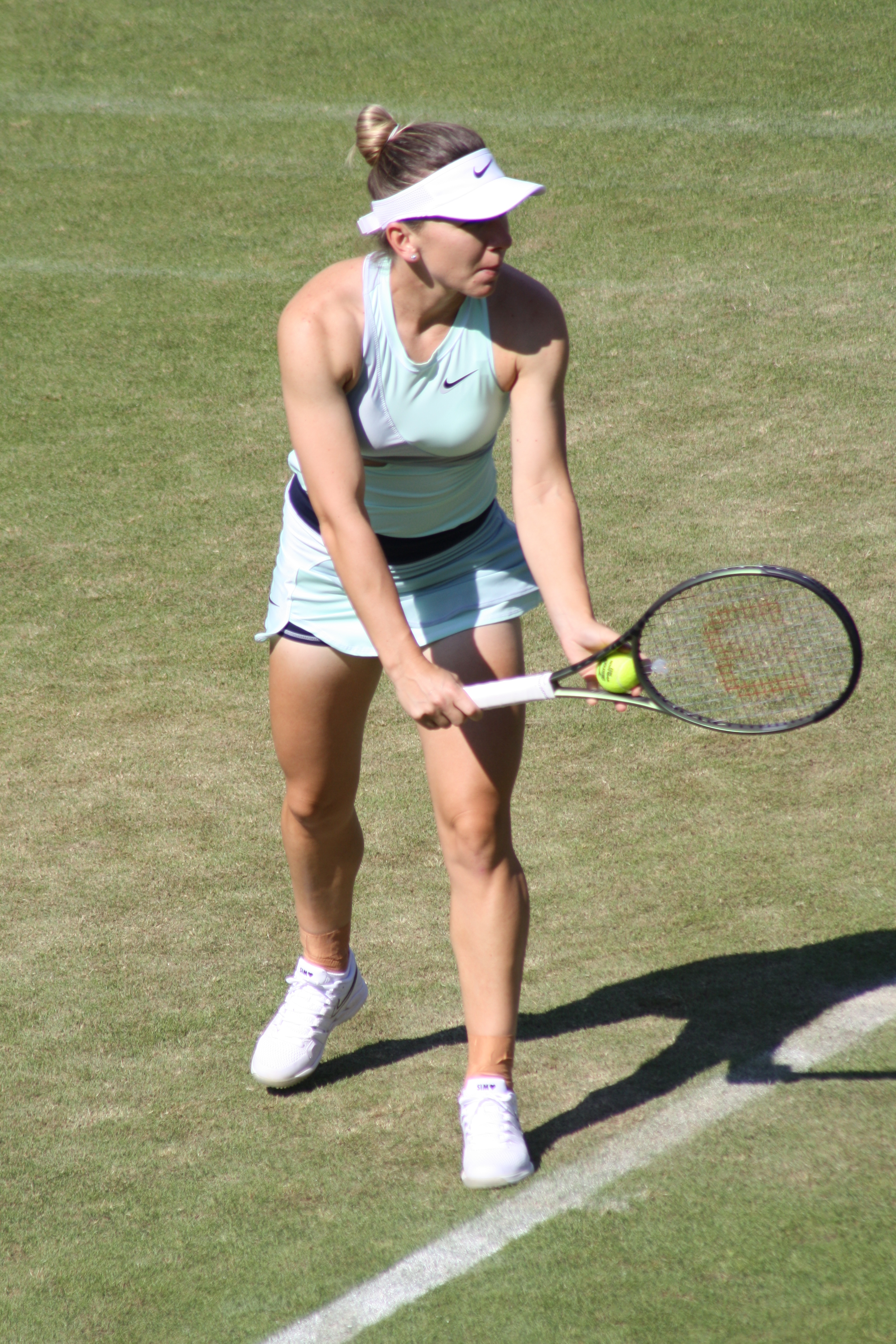
Simona Halepová